# هک کردن عصب
هک مغز و اعصاب (به انگلیسی: Neurohacking) عبارتی مصطلح برای اشاره به مهندسی مغز و اعصاب است. به عبارت دقیق تر هک مغز و اعصاب به هرگونه روش دستکاری یا مداخله در ساختار یا کارکرد نرون‌ها برای بهبود یا تعمیر آنهاست.

## دلایل

### سلامتی ذهنی
هدف اصلی هک مغز و اعصاب دستیابی به سلامت ذهنی است. سایر اهداف عبارتند از تعمیر آسیب، واقعیت شبیه‌سازی شده، ممانعت از بیماری و تقویت توانمندی‌ها و هوش.

### بازیابی اطلاعات
عبارت هک مغز و اعصاب به عنوان روشی برای بازیابی اطلاعات از مغز (مانند گذرواژه‌ها، مکان‌ها و مانند آن) بدون رضایت افراد نیز شناخته شده است که البته در حال حاضر هیچ فناوری که این کار را ممکن سازد به وجود نیامده است.